# Prêmio ExxonMobil de Jornalismo
O Prêmio ExxonMobil de Jornalismo, conhecido até 2014 como Prêmio Esso de Jornalismo ou simplesmente Prêmio Esso, é a mais importante distinção conferida a profissionais de imprensa no Brasil. O prêmio, patrocinado pela  multinacional de petróleo e gás norte-americana ExxonMobil, foi concedido anualmente, ao longo de 60 anos, ininterruptamente, a jornalistas e veículos de comunicação que se destacassem com reportagens e outros trabalhos de mídia ao longo do ano. 
Sua última edição ocorreu em 2015, quando foram distribuídos R$ 123,2 mil em prêmios. A edição de 2016 foi cancelada. Segundo a  ExxonMobil, o concurso deveria ter o seu formato reavaliado, visando "contemplar tanto as tradicionais quanto as novas formas em que a atividade vem sendo exercida no país". A empresa não informou se a interrupção estaria relacionada a questões orçamentárias ou se o prêmio voltaria a ser concedido em 2017.

## História
A premiação vem ocorrendo ininterruptamente desde 1955.
Desde então, segundo a empresa, concorreram ao Prêmio Esso mais de 32 mil trabalhos jornalísticos. Ainda segundo o  website da instituição:

"O Prêmio Esso vem promovendo o reconhecimento do mérito dos profissionais de Imprensa através da indicação e escolha dos melhores trabalhos publicados em jornais e revistas, segundo o julgamento de comissões independentes formadas exclusivamente por jornalistas e especialistas da área de Comunicação. Desde 2001, vem distingüindo também o melhor trabalho de jornalismo em televisão, com a concessão do Prêmio Esso Especial de Telejornalismo."
O prêmio - um troféu e mais R$ 30.000,00 (valor de 2011) - é atribuído "ao melhor trabalho publicado na imprensa" (jornalismo impresso). Outras categorias são premiadas com valores de R$ 3.000,00 a R$ 20.000,00, além de certificados. Há categorias nacionais e regionais. Os vencedores são preliminarmente selecionados por júris de 25 profissionais de cada categoria e depois escolhidos por uma comissão de premiação composta de cinco pessoas. As comissões são sempre "integradas exclusivamente por profissionais de comunicação", de acordo com a empresa.
A premiação destinada à mídia impressa está dividida em 11 categorias. Completam o elenco de premiações o prêmio principal, que leva o nome do programa e, mais recentemente, o Prêmio Esso de Telejornalismo, destinado ao melhor trabalho jornalístico de televisão.  Os prêmios são oferecidos somente aos concorrentes que se inscrevem voluntariamente.
A Esso também teve importância na história do jornalismo brasileiro por patrocinar, durante mais de 30 anos, o programa Repórter Esso no rádio e na televisão. O prêmio foi "pausado" para reformulação em 2016.
"contemplar tanto as tradicionais quanto as novas formas em que a atividade vem sendo exercida no país". - diz a nota da organizadora ExxonMobil ao jornal do Grupo Folha.

## Categorias
Em 2011, o Prêmio Esso possuía 13 categorias, além de uma premiação especial dedicada à contribuição à imprensa 

### Prêmio Esso de Jornalismo
A categoria principal do prêmio não possuiu finalistas. O trabalho vencedor é escolhido dentre todos os finalistas de todas as demais categorias como o melhor que foi produzido por jornais impressos e revistas naquele ano. O vencedor recebe um diploma e R$30 mil. Trata-se da maior distinção do jornalismo brasileiro.

### Prêmio Esso de Reportagem
Cinco trabalho de reportagem tema-livre dentre os inscritos são indicados nesta categoria. Uma comissão de jurados elegem o melhor que recebe um diploma e R$ 10 mil.  É a segunda mais importante categoria do prêmio.

### Prêmio Esso Especial de Telejornalismo
Cinco trabalhos de TV de tema-livre dentre os inscritos são indicados nesta categoria. Uma comissão específica formada por professores universitários e profissionais elegem o melhor que recebe um diploma e R$ 20 mil. Trata-se da maior distinção do telejornalismo brasileiro.

### Prêmio Esso de Fotografia
Assim como a maioria das demais categorias, um grupo de jurados elege as cinco melhores fotografias dentre as inscritas. Diferente das demais, nessa categoria uma ampla gama de fotógrafos de experiência comprovada vota pela internet para escolher a foto vencedora que recebe um diploma e R$ 10 mil.

### Categorias temáticas
Neste grupo incluem-se as categorias nas quais podem concorrer reportagens produzidas por veículos impressos de todo o país, mas que versam sobre temas específicos.
- Prêmio Esso de Informação Econômica: Dado a melhor reportagem de jornal ou revista do país versando sobre questões econômicas. O prêmio são R$5 mil e um diploma.
- Prêmio Esso de Informação Científica, Tecnológica e Ambiental:Dado a melhor reportagem de jornal ou revista do país versando sobre questões científicas, tecnológicas e ambientais. O prêmio são R$5 mil e um diploma. Inicialmente a categoria não incluía reportagens ambientais, mas com o crescimento desta área do jornalismo, em 2000 os temas de meio ambiente também passaram a ser contemplatos.
- Prêmio Esso de Educação:Criada em 2011, a mais recente categoria do Prêmio Esso é dedicada à reportagens sobre os problemas e desafios da educação brasileira. O prêmio são R$5 mil e um diploma.[6]

### Prêmios regionais
Para premiar também as melhores reportagens produzidas em cada região do país foram criadas as categorias regionais. Em cada uma das categorias o prêmio era de 3 mil reais e um diploma. Já houve várias mudança entre o agrupamento dos estados em cada grupo. Em 2011 a divisão era:
| Categoria      | Região da sede do jornal |
| -------------- | --- |
| Norte/Nordeste | Acre, Rondônia, Roraima, Amapá, Amazonas, Pará, Maranhão, Piauí, Ceará, Rio Grande do Norte, Paraíba, Pernambuco, Alagoas, Sergipe, Bahia e Espírito Santo |
| Centro-Oeste   | Mato Grosso, Mato Grosso do Sul, Tocantins, Goiás, Minas Gerais e Distrito Federal                                                                         |
| Sul            | Paraná, Santa Catarina e Rio Grande do Sul |
| Sudeste        | Rio de Janeiro e São Paulo |

### Categorias gráficas
Neste grupo incluem-se as categorias destinadas à infográficos e outros elementos gráficos dos jornais. Em todas as ategorias, em 2011, o prêmio era cinco mil reais e um diploma.
- Prêmio Esso de Primeira Página: Dado a melhor página de abertura do jornal (inclui manchete e fotos de capa).
- Prêmio Esso de Criação Gráfica - Jornal: Dado a reportagem em jornal mais bem produzida graficamente.
- Prêmio Esso de Criação Gráfica - Revista: Dado a reportagem em revista mais bem produzida graficamente.

## Vencedores
De acordo com a empresa, até hoje já concorreram mais de 28 mil trabalhos jornalísticos, entre reportagens, matérias, crônicas e afins. O prêmio tem alta reputação e credibilidade, e os profissionais vencedores de um Prêmio Esso até hoje gozam de grande prestígio na imprensa brasileira.